# 罗夫拉诺
罗夫拉诺（義大利語：Rofrano），是意大利萨莱诺省的一个市镇。总面积58平方公里，人口1732人，人口密度29.9人/平方公里（2009年）。ISTAT代码为065109。